# Граптолиты
Граптолиты (лат. Graptolithina) — группа перистожаберных, которые, подобно мшанкам и кораллам, образуют ветвистые колонии. Их ископаемые остатки важны для стратиграфии палеозоя.

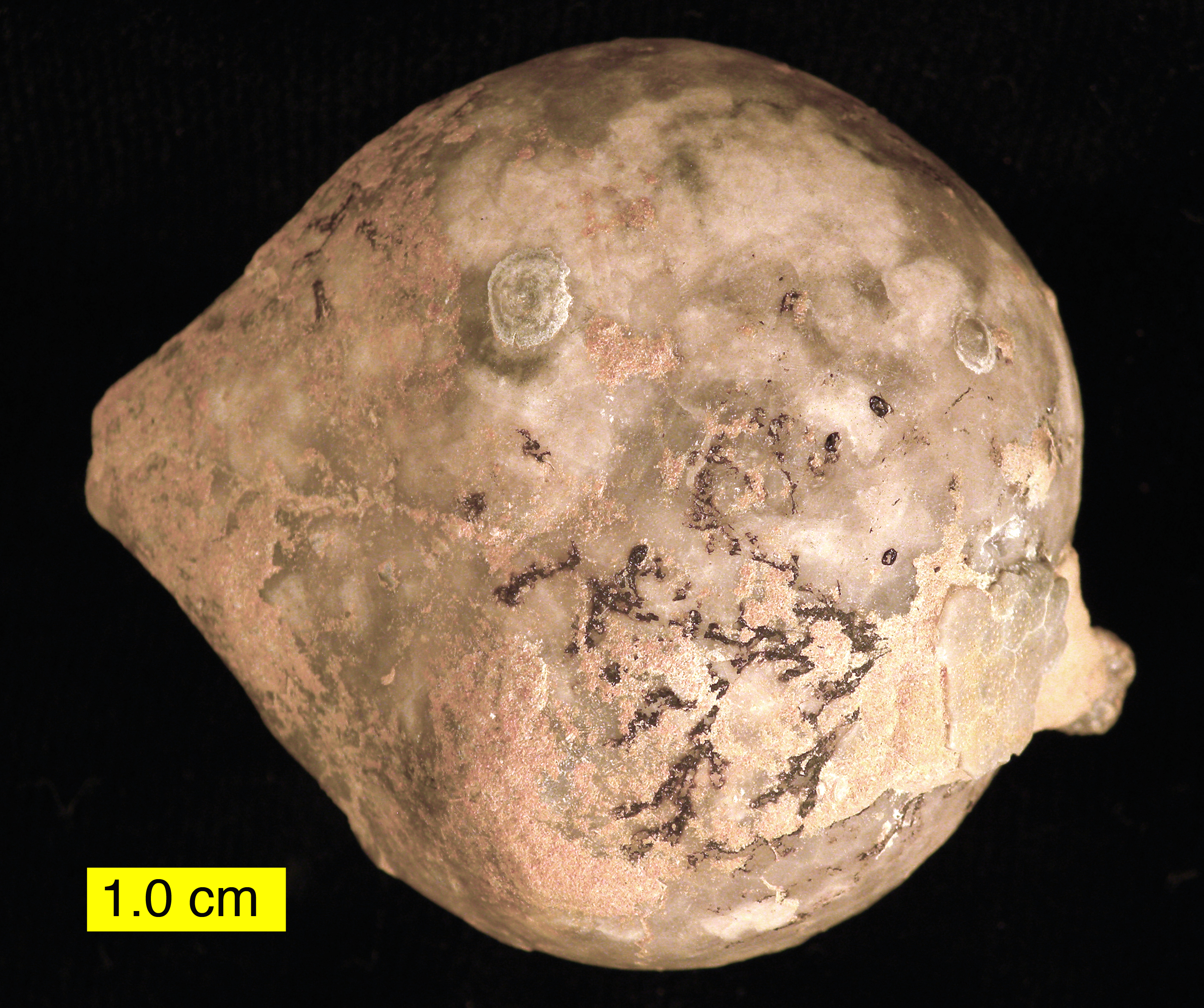
Среднеордовикский шаровик Echinosphaerites aurantium, Эстония. Тёмные ветви — граптолит Thallograptus sphaericola

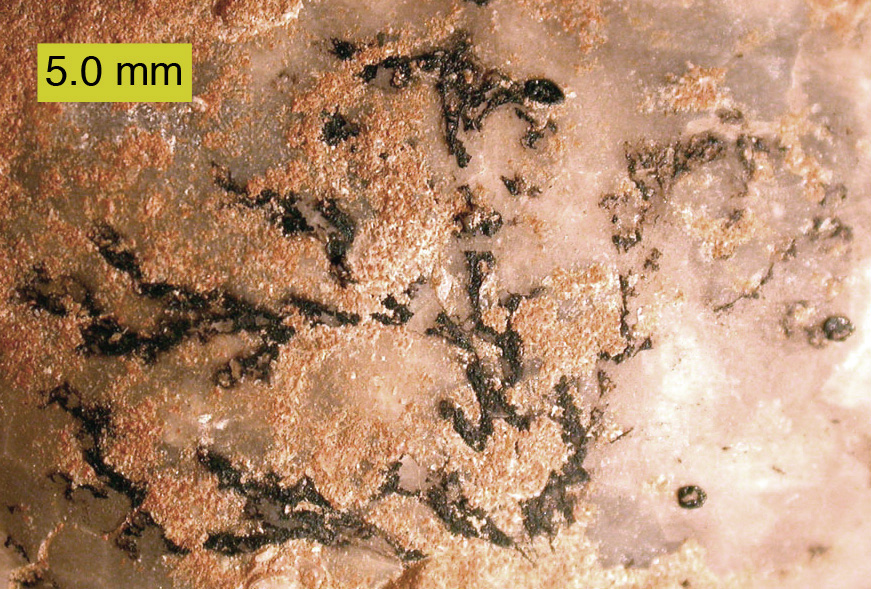
То же крупным планом

## Классификация
Ранее граптолитов выделяли в отдельный класс типа полухордовых. В 2013 году Чарлз Митчелл с соавторами установил принадлежность к граптолитам современного рода Rhabdopleura (класс перистожаберных) и отнёс граптолитов к перистожаберным в ранге подкласса. Иногда название Graptolithoidea (считая Graptolithina его синонимом) распространяют на весь класс перистожаберных.
Ранее класс граптолитов делили на 2 подкласса:
- Стереостолонаты
- Граптолоидеи

## Описание
Граптолиты известны с кембрия. Их планктонные формы появились в начале ордовика и были широко распространены с ордовика до раннего девона. Наибольшего расцвета граптолиты достигли в силуре.
Традиционно считалось, что граптолиты вымерли в начале каменноугольного периода, однако позже выяснилось, что до настоящего времени дожил один род с по меньшей мере пятью видами.
Колонии имели вид ветвей, на которых находились ячейки с зооидами.
Обитали на дне, прикреплялись к водорослям или были планктоном.

## История исследования
В СССР граптолитами занимался Александр Михайлович Обут (1911—1988), им были посвящены его диссертации (1947, 1960).
В России граптолиты юга Сибирской платформы (Горный Алтай, Салаир и т.д.) изучаются Николаем Валериановичем Сенниковым и Лыковой Еленой Викторовной.